# NATO Reagáló Erő
A NATO Reagáló Erő (angolul NATO Response Force, rövidítve NRF) a NATO többnemzetiségű gyorsreagálású hadereje, melynek célja a Szervezet érdekeinek katonai képviselete annak érdekszféráján belül, illetve az Észak-atlanti Tanács felhatalmazásával azon kívül is.

## Története
A Észak-atlanti Szerződés Szervezete katonai reformja fontos korszakhatárhoz érkezett 2006. november 29-én. A rigai csúcstalálkozón a NATO Reagáló Erőt (NRF) teljesen harcra képesnek nyilvánították a katonai szövetség új elithaderejeként. A közel 25 000 fős, saját légierővel és haditengerészettel rendelkező alakulat létrehozását a NATO 2002-es prágai csúcsértekezletén döntötték el a tagállamok, mintegy a szövetség átalakulásának jelképeként. Az NRF ugyanis egyfajta válságkezelő erő lett, óriási haditechnikai fölényével, speciális kiképzésű alakulataival sebészeti pontosságú beavatkozásokat hajthat végre bárhol a világban. A terrorista kiképzőtáborok felszámolásától a hagyományos erőkkel folytatott helyi konfliktusok megfékezéséig, vagy természeti katasztrófák utáni segítségnyújtásig számtalan feladattal tud már megbirkózni. A gyors reagálású (tehát a világ bármely pontján 5–30 napon belül telepíthető) alakulatban már 2003-ra 9000 fős egység állt teljesen készen, bevethető állapotba kerülve. Azóta fokozatosan nőtt a létszáma (2006-ra 25 000 fő). A Szervezete tagállamok annak idején úgy döntöttek, hogy az NRF-nek 2006-ra teljesen készen kell állnia. Így mára bevethető.
2018-ban került megrendezésre a Trident Juncture 2018, elsősorban Norvégiában, amelynek célja a gazdaország és a részt vevő NRF alakulatok felkészítése egy esetlegs koalíciós hadműveletsorozat hatékony lebonyolítására, elsősorban az NRF védelmi képességeinek fejlesztése. A 2018-as TJ-ban körülbelül 150 repülőgép vesz részt és a Scramble Magazine szerint a legnagyobb hadgyakorlata a NATO-nak az 1980-as évek óta. Norvégia közép és keleti részeit veszi igénybe, valamint Svédország és Finnország légi és tengeri felségterületeit is. Három főbb szakaszai, a 2018. augusztus és október közötti csapatmozgások koordinálása, az október 25. és november 7. között levezénylendő éles műveleti hadgyakorlatok, valamint a november 13. és 24. között lezajló csapatvezetési (törzs) hadgyakorlat. A vezetési gyakorlat a nápolyi központ (Joint Force Command Naples) és a 19. NRF váltás (Command and Control of the NATO Response Force 19) között zajlik. A részt vevő országok: Németország; Belgium; Kanada; Spanyolország; USA; Franciaország; Görögország; Olaszország; Norvégia; Hollandia; EK; Törökország; NATO Ramstein (E–3A); Finnország; Svédország és a Cobham technológiai vállalat.

## NRF-ben szolgáló országok alakulatai

### Magyar alakulatok az NRF-ben
Magyarország a januárban készültségbe lépő nyolcadik váltásba több mint 200 katonát, köztük egy teljes lövészszázadot ad.